# Juan Atkins
Juan Atkins, noto anche con lo pseudonimo di Model 500 o Infiniti (Detroit, 12 settembre 1962), è un musicista statunitense.
È considerato, insieme a Derrick May e Kevin Saunderson, uno degli inventori della Detroit techno.

## Biografia

### Primi anni
Nato a Detroit e figlio di un organizzatore di concerti, Atkins imparò a suonare il basso elettrico, la batteria e la chitarra. Con i compagni di scuola Derrick May e Kevin Saunderson era solito sintonizzarsi sulla stazione radio WGPR per sentire gli show dello storico dj The Electrifying Mojo.
A sedici anni sentì per la prima volta musica elettronica in un brano dei Parliament. In un'intervista rilasciata diversi anni dopo, ricordò le sue impressioni nell'aver sentito l'insolito suono dei sintetizzatori, etichettandolo come "atterraggio di UFO".

### Deep Space Soundworks
Abbandonò presto il basso elettrico ed acquistò il suo primo sintetizzatore, un Korg MS-10, iniziando a registrare le sue produzioni usando anche un mixer per funzioni di overdubbing.
In seguito insegnò l'arte del mixaggio a Derrick May e cominciarono a tenere dj set sotto il nome Deep Space. Portarono alcune loro registrazioni a Mojo, che le propose nel suo show nel 1981. Continuò anche la collaborazione con Kevin Saunderson, con il quale crearono un locale apposito in Detroit per dj emergenti.
Nel 1981 prese vita il progetto Cybotron, composto da Atkins e dal musicista Rick Davis. L'anno successivo il loro singolo Cosmic Cars ebbe un buon successo.
Registrarono il loro album di debutto Enter, e poco dopo firmarono per la Fantasy Records.
Il brano Clear colpì in pieno nella direzione voluta da Atkins, con un sound che pochi anni dopo diverrà noto come Techno. "Clear" fuse gli elementi elettronici presi in prestito dai Kraftwerk con la musica da club.
Atkins considerava il singolo Techno City come il miglior prodotto mai realizzato dai Cybotron, una composizione di funk sintetico che sarebbe stata più intonata con la tradizione musicale tedesca, più che per quella afro-americana, ma dopo aver ascoltato il brano Planet Rock di Afrika Bambaataa capì che la via verso il sound ricercato era ancora lunga e decise di rimettersi a sperimentare, incoraggiando Saunderson e May nel fare lo stesso.
Nel 1985 Juan lasciò i Cybotron a causa di divergenze artistiche con il collega Davis. Davis voleva indirizzare i Cybotron verso atmosfere rock, mentre Atkins avrebbe voluto continuare sulla strada solcata da Clear.

### Model 500
Atkins iniziò a produrre musica come "Model 500" nel 1985 fondando l'etichetta Metroplex. Gli amici May, Saunderson ed Eddie Fowlkes, pubblicarono alcuni singoli sulla label.
Il suo primo singolo, No Ufo's, fu una hit a Detroit e Chicago, e venne seguita da una serie di altre tracce techno, che gli guadagnarono il soprannome di "Padrino della Techno". Successivamente i suoi lavori saranno pubblicati in Europa, influenzando così un'altra generazione di giovani.

### Infiniti
Negli anni a seguire, Atkins ha pubblicato anche lavori sotto lo pseudonimo Infiniti, con suoni indirizzati verso una techno meno commerciale.

## Stile musicale
I primi lavori di Atkins sono considerati Electro. Negli anni il suo sound maturò e crebbe in complessità, e molte delle sue creazioni recenti sono costituite da complicate strutture ritmiche e sonore. Oggi, questo tipo di techno è considerato il suo genere.

### Influenze
Atkins e gli altri artisti di Detroit hanno sempre citato lo show di Charles "Electrifyin' Mojo" Johnson come una forte influenza musicale. Mojo, uno storico dj detroitiano era solito suonare eclettici mix di Kraftwerk, Parliament, B-52's e Prince. Insieme a Derrick May, Atkins produsse remix per lo show di Mojo e dopo questa collaborazione, iniziarono a produrre musica originale.

## Discografia
Come Cybotron, con Richard Davis (1981–1983)
- 1981 – Alleys of Your Mind, singolo
- 1982 – Cosmic Cars, singolo
- 1982 – Clear, singolo
- 1983 – Enter
- 1984 – Techno City, singolo
- 1990 – Clear, ripubblicazione digitale di Clear

Come Model 500 (1985–in attività)
- 1985 – No UFO's, singolo
- 1985 – Night Drive, singolo (include "Time Space Transmat")
- 1994 – Sonic Sunset
- 1995 – Deep Space
- 1999 – Mind and Body
- Starlight

Come Infiniti (1991–1995)
- 1991 – Skynet
- 1996 – The Infinit Collection

Come Model 600 (2002)
- 2002 – Update, singolo

Come Juan Atkins
- 2005 – The Berlin Sessions

## Videografia
- 2006 - High Tech Soul